# Patrimoni Cultural Immaterial de la Humanitat als Països Catalans
La Llista Representativa del Patrimoni Cultural Immaterial de la Humanitat (també anomenada Llista Representativa del Patrimoni Cultural Intangible de la Humanitat) de la UNESCO és una dels tres llistes (vegeu el text de la Convenció) que tenen com a objectiu garantir la millor visió del patrimoni cultural immaterial de diverses cultures del planeta i donar consciència de la seva importància.
A través d'un compendi, la Llista Representativa té com a objectiu donar a conèixer la importància de la salvaguarda del patrimoni cultural immaterial, que ha estat identificat per la UNESCO com un component primordial i un gressol de la diversitat cultural i l'expressió creativa.
El programa es va establir el 2008, quan va entrar en vigor la Convenció per a la Salvaguarda del Patrimoni Cultural Immaterial.
Actualment, als Països Catalans sumen més d'una desena d'elements patrimonials inscrits a la Llista Representativa del Patrimoni Cultural Immaterial de la Humanitat de la UNESCO. Alguns només els trobem inscrits en algun dels territoris dels Països Catalans i d'altres reconeguts a través de candidatures multinacionals o transregionals.

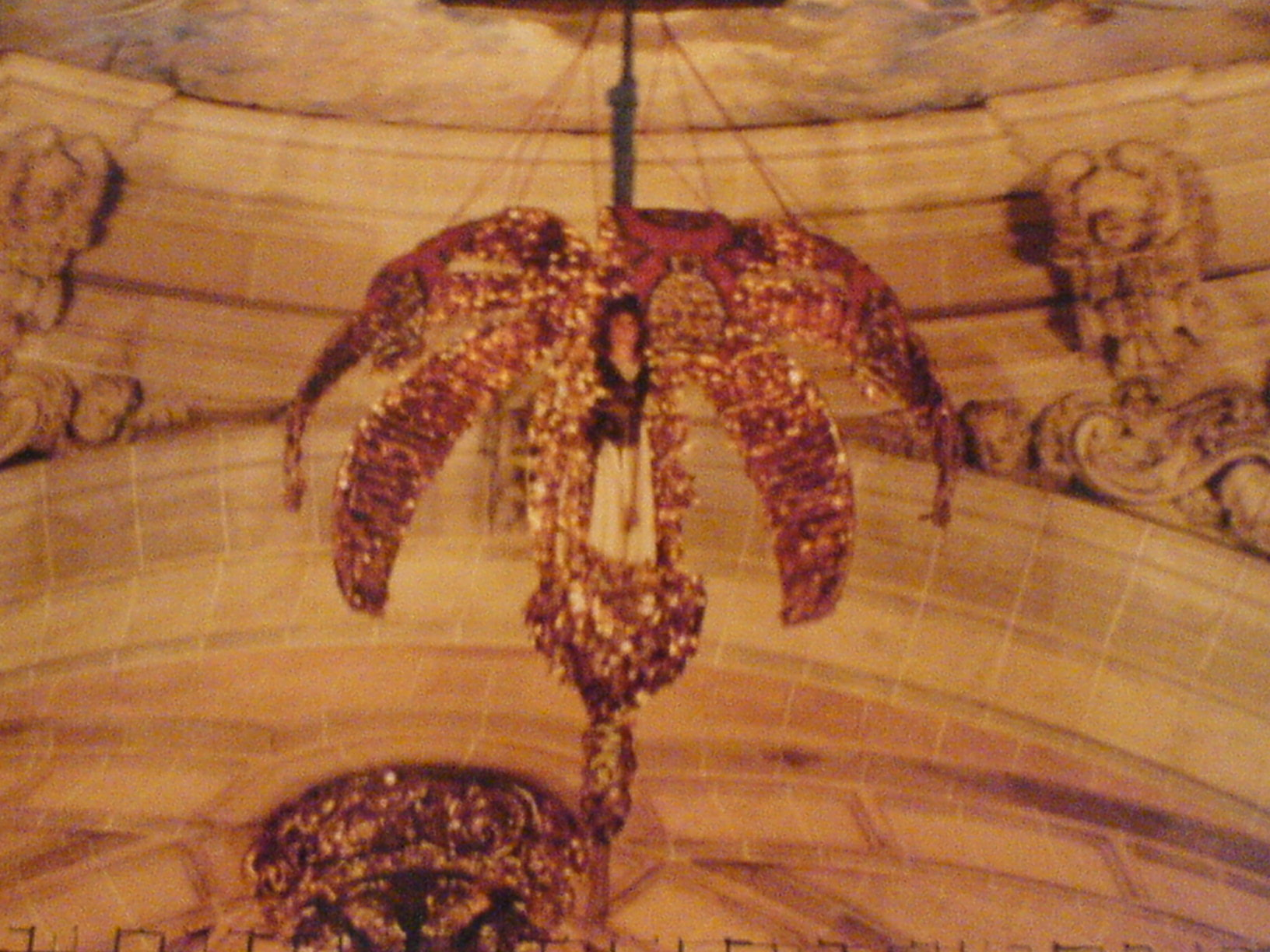
El Misteri d'Elx, a Elx (País Valencià)

## Transregional
Llista Representativa del Patrimoni Cultural Immaterial de la Humanitat
- 2010: El flamenc (Catalunya, País Valencià, Franja de Ponent i Illes Balears).[1]
- 2013: La dieta mediterrània (Catalunya, País Valencià, Franja de Ponent, Catalunya del Nord, Illes Balears i l'Alguer).[2]
- 2015: Festes del foc del solstici d'estiu als Pirineus (Catalunya, Andorra i Franja de Ponent).[3]
- 2018: Coneixements i tècniques de l'art de construir murs en pedra seca (Catalunya, País Valencià, Franja de Ponent, Catalunya del Nord, Illes Balears i l'Alguer).[4]
- 2021: La falconeria, un patrimoni humà viu (Catalunya, País Valencià, Franja de Ponent, Catalunya del Nord, Illes Balears i l'Alguer).[5]
- 2022: Les Festes de l'Os als Pirineus (Andorra i Catalunya Nord).[6]
- 2022: El toc manual de campanes (Catalunya, País Valencià, Franja de Ponent i Illes Balears).[7]
- 2022: Els raiers (Catalunya i País Valencià).[8]
- 2023: Transhumància: moviment estacional dels ramats (l'Alguer, Andorra, Catalunya, Catalunya del Nord, País Valencià, Illes Balears i Franja de Ponent).[9]
- 2023: Coneixements, artesania i habilitats de la producció artesanal de vidre.[10][11]

## Catalunya

###### Llista Representativa del Patrimoni Cultural Immaterial de la Humanitat
- 2008: La Patum de Berga.[12]
- 2010: Els castells.[13]

###### Registre de bones pràctiques de salvaguarda
- 2013: Metodologia per realitzar inventaris del patrimoni cultural immaterial en reserves de biosfera - L'experiència del Montseny.[14]

## Catalunya Nord

###### Llista Representativa del Patrimoni Cultural Immaterial de la Humanitat
- 2008: Gegants i dracs processionals de Bèlgica i França.[15]
- 2010: El menjar gastronòmic dels francesos.[16]
- 2019: L'alpinisme.[17]
- 2022: L'artesania i la cultura de la baguet (barra de pa).[18]

## País Valencià

###### Llista Representativa del Patrimoni Cultural Immaterial de la Humanitat
- 2008: El misteri d'Elx.[19]
- 2009: Tribunals de regants del Mediterrani espanyol: el Consell d'Homes Bons de l'Horta de Múrcia i el Tribunal de les Aigües de l'Horta de València.[20]
- 2011: La festa de la Mare de Déu de la Salut d'Algemesí.[21]
- 2016: La festa de les Falles de València.[22]
- 2018: Les tabalades, repics rituals de tabals.[23]

###### Registre de bones pràctiques de salvaguarda
- 2009: Centre de cultura tradicional - museu escolar del projecte pedagògic de Puçol.[24]

## Illes Balears

###### Llista Representativa del Patrimoni Cultural Immaterial de la Humanitat
- 2010: El Cant de la Sibil·la de Mallorca.[25]